# War from a Harlots Mouth
I War from a Harlots Mouth sono un gruppo Mathcore tedesco di Berlino.

## Storia del gruppo
Il gruppo si formò nel 2005 e, dopo diversi cambiamenti di formazione, incisero il loro primo EP Falling Upstairs nel 2006. Sempre quell'anno realizzarono uno split album con i Molotov Solution. L'anno successivo si unirono ai Dying Fetus per il loro "War of Attrition Tour" e parteciparono al Never Say Die! Fest. Sempre nel 2007 firmarono per la Lifeforce e pubblicarono Transmetropolitan.
Nel settembre di quell'anno il cantante Steffen abbandonò il gruppo e fu rimpiazzato da Nico Webers dei The Ocean Collective. Nel 2008 intrapresero un tour per la promozione di Transmetropolitan per poi partecipare al "Grinding Into Catacylism Tour" e incisero inoltre un altro split album, questa volta con i Dead Flesh Fashion.
Nel 2009 pubblicarono il loro secondo album In Shoals e partecipano al Thrash and Burn European Tour ed infine nel 2010 pubblicarono MMX

## Formazione
- Nico Webers - voce
- Simon Hawemann - chitarra
- Daniel - chitarra
- Filip - basso
- Paule Seidel - batteria

## Discografia

### Album in studio
- 2007 - Transmetropolitan (Lifeforce Records)
- 2009 - In Shoals (Lifeforce Records)
- 2010 - MMX (Lifeforce Records)

### EP
- 2006 - Falling Upstairs (Yehonala Tapes)

### Split
- 2006 - Molotov Solution/War From A Harlots Mouth 5" (12 Gauge Records)
- 2007 - Season 1: The Anti-Doctrine/Closed Casket Funeral/Starring Janet Leigh/War From A Harlots Mouth 10" (4 Seasons Records)
- 2008 - Dead Flesh Fashion / War From A Harlots Mouth (Sharkmen Records)
- 2009 - Pentagon.3 The Acacia Strain/WFAHM
- 2010 - War From A Harlots Mouth/Burning Skies (Lifeforce Records)